# 針 (生物)
生物における針（はり）は、体の一部が変形した、細く鋭い棒状の突起物を指す。主に動物体に見られる。英語では "stinger" および "sting" の一種ということになるが、日本語の用法とは差異があり、産卵管も含む（語自体も「針」と同じく本義では非生物に用いられる）。

## 棘との違い
「針」と「棘」には明確な定義が無いため、両者は混同されることが多い。一般的には、とても細く、単独で存在し、突き刺すという攻撃性の役割を担うものが「針」、少し太めで、数多く存在し、外敵から体を護るなどといった防御性の役割を担うものが「棘」と、このように使い分けられているようであるが、その境界は曖昧である。
また、専守防衛的で多数が存在するものとして、例えば、アカエイ等エイ類の一部が尾に持つ毒針などがあるが、日本語ではこれを「毒棘」と呼ぶことも少なくない。

## 毒針
針構造のなかで、刺した対象に毒を注入または滴下するものを特に毒針と言い、専門用語（生物学分野等）で「どくしん」、一般用語では「どくばり」と呼ぶ。
ハチ目の昆虫が持つ毒針は産卵管が変形した器官である。このため同じハチ目であっても雄蜂には毒針がない。針の中に細い溝があり、刺して流し込む構造になっている。それほど固くない樋状の毒針（器官系の毒針のなかにある器官なので、器官系の毒針と混同しないよう注意）の下面が毒針鞘（どくしんしょう）と呼ばれる外骨格の延長に包まれている。毒針鞘は対象を刺すための器官である。毒腺という器官で作られた液体の毒が一時毒嚢に蓄えられ、毒針の中を進んで送り出される。
刺胞は、刺胞動物が具える毒針である。攻撃性（捕食用の攻撃性）と防御性はともに高く、その数はおびただしい。
体に毒性の具える魚類の毒魚のなかで、毒針や毒棘で刺すものを刺毒魚（しどくぎょ）と言い、比較的よく知られているものは、エイ類（例：アカエイ）、ゴンズイ科、フカカサゴ科（例：フカカサゴ、ミノカサゴ、オニオコゼ）、ハオコゼ科（例：ハオコゼ）、アイゴ科（例：アイゴ）などに見られる。

## ギャラリー
毒針

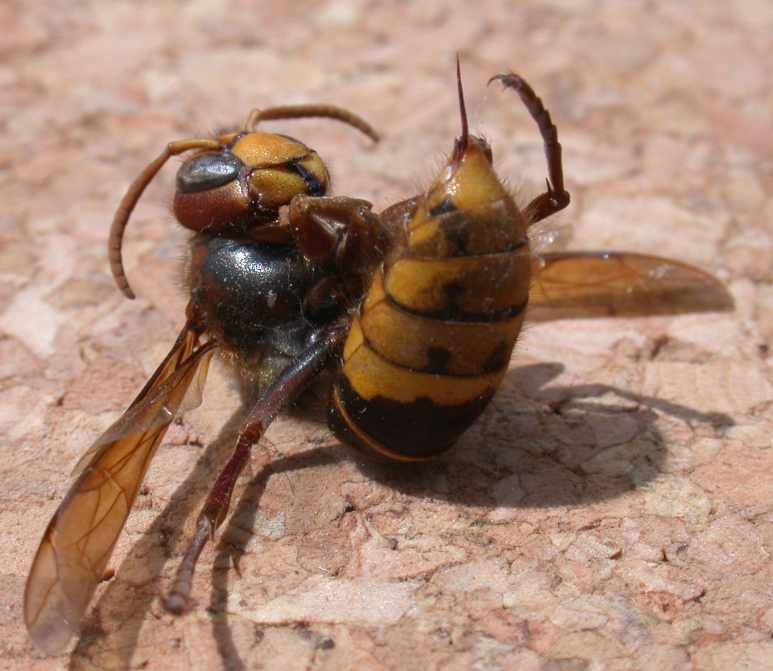
毒針を突き出したまま死んでいるモンスズメバチ
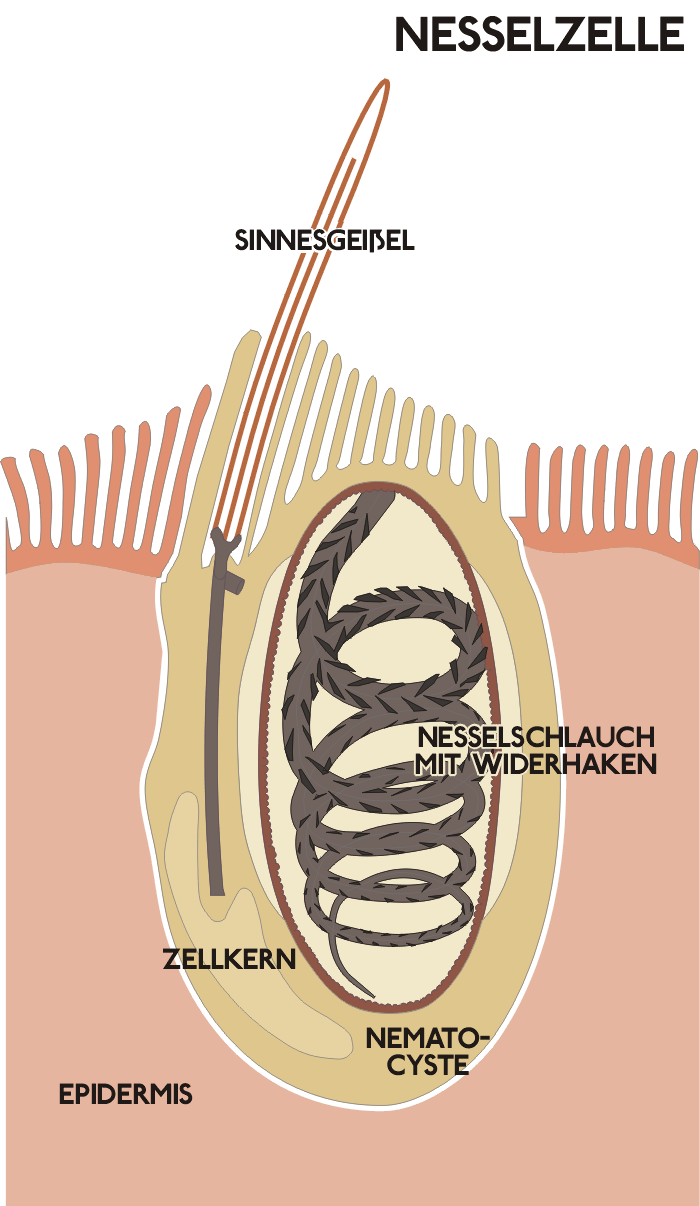
刺胞の構造図
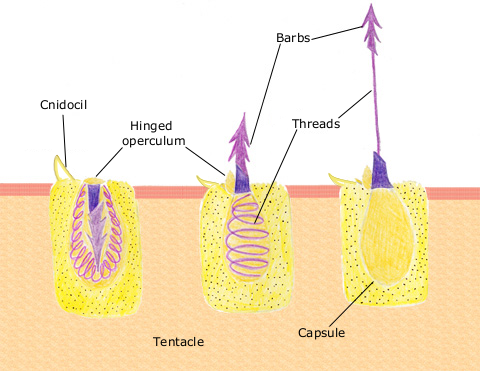
刺胞の構造図

## 毒を分泌する他の生物部位
毒を分泌する他の生物部位のうち、突起物構造を持つもの（毒針や毒棘と似たところがあるもの）を挙げる。
- 毒牙 ：毒を分泌する牙。
- カモノハシの蹴爪 ：雄は毒の混合物を分泌する蹴爪を具えている。